# Aslan Maschadov

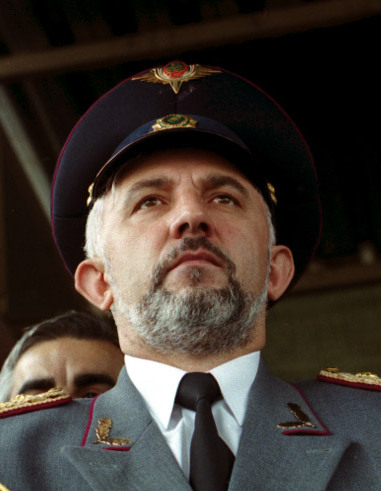
Aslan Maschadov

Aslan Alijevitsj Maschadov (Tsjetsjeens: Масхадан Али кант Аслан, Masxadan Ali kant Aslan; Russisch: Аслан Алиевич Масхадов) (Shakai (Kazachse SSR), 21 september 1951 – Tolstoj-Joert (Tsjetsjenië), 8 maart 2005) was een seculier nationalistische leider van de Tsjetsjeense afscheidingsbeweging en president van de Tsjetsjeense republiek Itsjkerië van januari 1997 tot oktober 1999. Tijdens de Tweede Tsjetsjeense Oorlog werd hij verjaagd door het Russische leger en begon hij weer met een guerrillaoorlog vanuit de zuidelijke bergen van het gebied. Op 8 maart werd hij gedood door een speciale eenheid van de FSB. Zijn opvolger werd sjeik Abdoel-Chalim Sadoelajev.

## Jeugd en legercarrière
Maschadov werd geboren in oblast Karaganda in Kazachstan. Naar dit gebied (en Centraal-Azië) was de Tsjetsjeense en Ingoesjetische bevolking gedeporteerd door Stalin in het einde van 1943. Dit besluit nam hij omdat ze volgens hem hadden samengewerkt met nazi-Duitsland, in de hoop daardoor hun onafhankelijkheid terug te winnen. Na de dood van Stalin en de goedkeuring van Nikita Chroesjtsjov mochten de Tsjetsjenen terugkeren naar de door hem heropgerichte Tsjetsjeens-Ingoesjetische ASSR in 1957. In dat jaar keerde ook Maschadov met zijn familie terug. Ze trokken naar het dorpje Zebir-Joert in het Nadterezjni district. In 1968 voltooide hij de middelbare school en in het jaar daarop ging hij bij het Rode Leger en ging naar de Artillerieschool van Tbilisi, die hij afrondde in 1972. Daarna was hij tot 1978 gestationeerd in het militair district Verre Oosten bij Oessoerisk. Van 1978 tot 1981 volgde hij een opleiding aan de militaire academie van Leningrad. Hij deed daarna eerst dienst in Hongarije bij een regiment van de gemechaniseerde artillerie van de Legergroep Zuid. In 1986 werd hij in het Baltisch militair district in Litouwen het hoofd over de belangrijkste artillerie- en raketregimenten van het Rode Leger. Hij hielp in januari van 1991 mee in een poging van de KGB om daar in Vilnius de nationalistische onafhankelijkheidsbeweging te onderdrukken. Op 13 januari van dat jaar hielp hij mee bij de bloedige Russische bestorming van de Tv-toren in de stad. Eind 1992, bij het uiteenvallen van de Sovjet-Unie, had hij de rang van kolonel, nam hij ontslag bij het leger en keerde terug naar Tsjetsjenië. Tsjetsjenië had zich toen net onafhankelijk verklaard als de Tsjetsjeense republiek van Ichkeria.

## Eerste Tsjetsjeense Oorlog
Na terugkeer in Tsjetsjenië werd hij door de voormalige Sovjetgeneraal Dzjochar Doedajev aangesteld als chef-staf over het net opgezette ongestructureerde Tsjetsjeense leger. Dit leger bestond uit een aantal verschillende rebellengroeperingen. Maschadov wist in de 21 maanden durende Eerste Tsjetsjeense Oorlog (11 september 1994- 31 augustus 1996) deze ongestructureerde rebellengroepen te hervormen tot een gestructureerd leger en leidde de gevechten tegen de Russen in de strijd om de hoofdstad Grozny. Hierbij werd hij gezien als degene die samen met legerleider Sjamil Basajev de Tsjetsjenen leidde naar de overwinning op het slecht getrainde ongemotiveerde Russische leger.
In 1995 werd hij benoemd door president Dzjochar Doedajev tot generaal van de Tsjetsjeense strijdkrachten, nadat hij het presidentiële paleis in Grozny had verdedigd.
In 1996 wist hij onder meer door zijn gematigdheid en pragmatisme het vertrouwen te winnen van de Russen en na onderhandelingen een vredesverdrag te sluiten met de Russische generaal Alexander Lebed. In april 1996 werd hij eerste minister, na de executie van Doedajev door Russische troepen. In januari 1997 versloeg hij Sjamil Basajev en zittend president Zelimchan Jandarbiejev in de strijd om de presidentsverkiezingen. Hij verklaarde de regio onafhankelijk, maar wilde streven naar goede banden met Rusland. De Russische president Boris Jeltsin die de oorlog had gestart, maar die ook mede verantwoordelijk was voor het starten van de onderhandelingen, feliciteerde Maschadov met zijn overwinning. Hij erkende de Tsjetsjeense staat echter niet.

## Periode als president
Maschadov werd president van een de facto onafhankelijke staat die internationaal alleen erkend werd door het regime van de Taliban en dat in een chaos verkeerde. Ontvoeringen, mensenhandel, diefstallen en moorden kwamen veelvuldig voor. Medewerkers van zijn regime werden er zelfs van verdacht zich schuldig te maken aan de lucratieve mensenhandel. Ten slotte werd het land in Rusland bekend door de Tsjetsjeense maffia, die ook in de rest van Rusland actief was.
Het land had verder zwaar geleden onder de oorlog en steden, infrastructuur, overheidsdiensten en de economie waren zwaar getroffen. Ook lag het land vol met mijnen en was er geen geld beschikbaar voor het herstellen van de economie. Hulp vanuit Rusland was ook uitgesloten, daar dit land zelf ook kampte met een groot gebrek aan inkomsten, die door de economische crisis van 1998 nog werden verergerd.
Het belangrijkste was echter dat Basajev, die bij de presidentsverkiezingen toch nog 23,5% van de stemmen kreeg, steeds verder van hem af kwam te staan. Basajev was het niet eens met zijn gematigde politiek en wilde een islamistische staat en wilde ook in andere autonome republieken van Rusland een dergelijk regime stichten. Basajev bouwde een netwerk op van krijgsheren en milities binnen het gebied, die het regime van Maschadov steeds meer bedreigden en waardoor zelfs een mislukte moordaanslag werd gepleegd op de president. Het lukte Maschadov niet om Basajev en de groei van het wahabisme en andere fundamentalistische moslimgroeperingen tot staan te brengen. Zijn pogingen hiertoe; eerst werd Basajev aangesteld als plaatsvervangend legerleider en in de eerste helft van 1998 als eerste minister, waarna hij alsnog ontslag nam, leiden tot een splijting in een groep die hem volgde en seculier nationalisme voorstond, en een groep die werd geleid door Basajev en die het wahabistische moslimfundamentalisme voorstond. Maschadov probeerde nog consensus te bereiken in 1999 door te beloven de islamitische wetgeving, de Sharia, gefaseerd in te voeren, maar dit werd verworpen en Maschadovs regering werd aangevallen door verscheidene rebellerende krijgsheren. Het wahabisme werd overgebracht uit Saoedi-Arabië door krijgsheer Ibn ul Chattab.
Al deze zaken leidden tot steeds meer bezorgdheid bij de Russische regering, die steeds meer ging zinnen op een manier om de regio tot de orde te roepen of weer onder controle van Rusland te brengen. Ook waren de Russen bezorgd over de aanvallen op de Russische minderheden in het gebied. Toen Basajev in augustus 1999 met zijn fundamentalistische troepen de aangrenzende autonome republiek Dagestan binnentrok met het doel hier (en later ook in Ingoesjetië) de macht te grijpen, was de maat vol voor de Russische regering. Toen deze troepen op 10 augustus 1999 Dagestan uitriepen tot onafhankelijke staat, trokken Russische troepen het gebied binnen, waarbij door vicepresident Vladimir Poetin werd gezegd dat hij de troepen desnoods tot in Tsjetsjenië zou achtervolgen.

## Tweede Tsjetsjeense Oorlog
In september 1999, een maand na de herovering van Dagestan, werden er troepen naar Tsjetsjenië gestuurd door Rusland, nadat er een serie bomaanslagen was gepleegd op Russische flatgebouwen, waarbij meer dan 300 doden vielen. Maschadov werd hiervan beschuldigd en werd uit de hoofdstad Grozny verjaagd. Het Russische leger veroverde het land opnieuw binnen korte tijd, waarmee de Tweede Tsjetsjeense Oorlog was gestart (1999 - nu). Maschadov ging daarna weer de guerrilla in. Hij moest hierbij noodgedwongen samenwerken met Basajev. De Russische regering zag in hem de politieke leider van de Tsjetsjeense opstand en Maschadov werd na Basajev de meest gezochte man van Rusland.
Op 1 september 2004 werd in Beslan een groot aantal kinderen gegijzeld door Tsjetsjeense opstandelingen, waarbij 335 doden vielen. Basajev claimde de aanslag, maar de Russische regering zag ook Maschadov verantwoordelijk voor deze aanslag. Beiden kregen een prijs van 10 miljoen dollar op hun hoofd. Volgens Maschadov was hij nooit betrokken bij de aanval door Basajev op de school in Beslan. Hij verklaarde dat dit het werk was geweest van "gestoorden".

## Dood
Op 8 maart 2005 werd hij waarschijnlijk gedood. Volgens Nikolaj Patroesjev van de FSB werd hij gedood bij gevechten bij de plaats Tolstoj-Joert. De bunker waarin hij zou hebben verbleven, werd na afloop opgeblazen en zijn lijk meegenomen naar Moskou, beide gebruikelijk bij de Russische terrorismebestrijding. Door critici werd echter gesteld dat de FSB iets wilde verbergen en daarom alle sporen had uitgewist. Waarschijnlijk wilde de Spetsnaz, die was uitgezonden na een tip over de verblijfplaats van Maschadov, hem levend te pakken krijgen, om hem daarna te kunnen ondervragen. Waarschijnlijk heeft een van hen hem per ongeluk gedood met een granaat, die in de versterkte bunker was gegooid, waarin hij zich verschool. Volgens de FSB werd een aantal van zijn lijfwachten opgepakt.
Zijn opvolger sjeik Abdoel-Chalim Sadoelajev was volgens de Tsjetsjeense website "Kavkaz Center"  al in 2002 benoemd. Hij wordt gesteund door Basajev.
Maschadov liet zijn vrouw Kusama, dochter Fatima, en zoon Anzor Maschadov achter.